# Twaalf sloeg de klok
Twaalf sloeg de klok is een Nederlandstalige jeugdroman, geschreven door Paul Biegel en uitgegeven in 1974 bij Uitgeverij Holland in Haarlem. De eerste editie werd geïllustreerd door Tineke Schinkel.